# Philippe Arbos
Pour les articles homonymes, voir Arbos (homonymie).
Philippe Arbos est un géographe français né le 30 juillet 1882 à Mosset (Pyrénées-Orientales) et mort le 28 octobre 1956 à Andancette (Drôme).

## Biographie
Il est le fils de l’instituteur Philippe Arbos et d’Adèle Cantié.
Boursier, il est élève du Collège Arago de Perpignan. Il se distingue par plusieurs prix au concours général et, en particulier, par un deuxième prix de discours latin.
Il fait des études supérieures en khâgne à Paris au Lycée Louis-le-Grand. Il rencontre Raoul Blanchard en 1902. À 20 ans, lors du recensement de la classe 1902, il porte le no 74 et est « Candidat à la licence de lettres ».
Il est reçu au concours de l'École normale supérieure, rue d'Ulm en 1904. Il a comme condisciple Jules Romains. Il y prépare l’agrégation d’histoire et géographie qu'il obtient en 1907.
Il théorise alors les modes d’exploitation des alpages, distinguant pour la première fois « grande montagne » et « petite montagne », la petite montagne étant le domaine des troupeaux familiaux alors que la grande montagne accueille des troupeaux communs confiés au soin de bergers.
Il est alors nommé professeur aux lycées de Toulon, puis de Grenoble. Après avoir soutenu sa thèse (1923), il rejoint l’Université de Clermont-Ferrand.
Sa thèse de géographie humaine porte sur la vie pastorale dans les Alpes françaises. Cet ouvrage volumineux a longtemps fait autorité, notamment en ce qui concerne la méthode de recherche mise en œuvre par l'auteur. De 1930 à 1950, Philippe Arbos est l'un des grands professeurs français de géographie. Il est chargé de conférences aux États-Unis et au Brésil.
En 1940, il accueille à Clermont-Ferrand Marc Bloch, alors professeur à l'université de Strasbourg repliée à Clermont. En 1941, lorsque Marc Bloch est nommé à Montpellier, ce dernier lui confie le manuscrit de son livre L'Étrange Défaite qu'il vient de terminer. Philippe Arbos le conservera quelque temps avant de le confier à des résistants ; la famille de Marc Bloch récupérera le manuscrit à la Libération et il sera publié en 1946.
Marié à Édith Perouze en 1910, il en aura une fille Lucienne.
Il passait régulièrement ses vacances en famille à Mosset, où il est inhumé.

## Principales œuvres

### Ouvrages
- La vie pastorale dans les Alpes françaises. Étude de géographie humaine, Thèse, Paris, Armand Colin, 1923, 720 p.
- L'Auvergne, Paris, Armand Colin, 1932, 222 p. (nombreuses rééditions)

### Publications
- 1926 : Philippe Arbos. Le Massif du Cézallier (Étude de géographie humaine dans la montagne d'Auvergne)[5].
- Philippe Arbos, « La Margeride », Almanach de Brioude, Brioude,‎ 1931

## Postérité
Une école porte son nom à Clermont-Ferrand.